# 山の根古墳
山の根古墳（やまのねこふん、山ノ根古墳/山の上古墳）は、埼玉県比企郡吉見町久米田にある古墳。形状は前方後方墳。埼玉県選定重要遺跡に選定されている（選定名称は「山ノ根古墳」）。

## 概要
比企丘陵の東端部分にあたる吉見丘陵が張り出した標高30m前後の尾根上に築かれ、前方部を尾根の先端である南南西方向に造られている。墳丘の全長は54.8mに達し、後方部は主軸方向に長く、33.6m×26.2mの長方形を呈する。前方部は、長さ21.2mで最大幅（台形とした場合の下底）19.2mである。
平成2年1月末から2月上旬に7本のトレンチを設定して試掘確認調査を行ったところ、墳丘の裾部は検出できたが、周堀は確認されなかった。
盛り土の高さは後方部にて3m、前方部にて1.9mであったが、前方部側が傾斜しているので、比高差は3mに達し、自然地形を利用し、前方部の裾部からは見かけ上5mに達することとなる。古墳を造成する際に行った盛り土よりも墳丘を高く大きく見せようとしたと考えられる。
主な出土遺物は、甕5点、壺1点、鉢1点、高坏1点の計8点であり、うち、甕4点、鉢1点、高坏1点の6点が、前方部と後方部の接合部分（くびれ部）の西側に設定した第7トレンチからの出土であり、もともと後方部墳丘の裾部にあたる部分に並べられていたものが転落したものと考えられる。
甕は、頸部がゆるく屈曲し口縁部は緩く外反するタイプと頸部が「く」の字状に屈曲し胴部が球胴状になるタイプがみられる。壺は、口縁部から頸部部分の破片で、薄手な折り返し口縁をもつ。弥生時代のもののようには幅が広くなく口縁端部に稜があるなど新しい様相を示す。
鉢も底部のつくりが弥生時代末期に関西から伝播した技法を用いている。
山の根古墳出土の高坏について、利根川章彦は、東海地方の古墳時代初頭の元屋敷式に並行する有段高坏であり、関東地方の古墳時代前期（五領式）でも古相に属するものであって、赤塚次郎の廻間編年（赤塚1990）では、脚部が開く特徴が、廻間II式3段階の高坏に似るが、脚部の孔が高さを交互に変える「千鳥式穿孔」であり、廻間III式1段階に相当するとみなし、都出比呂志（都出1982）の年代観をとり、4世紀初頭に置いた。

## 文化財

### 埼玉県選定文化財
- 重要遺跡
  - 山ノ根古墳 - 1976年（昭和51年）10月1日選定[4]。